# Alexei Rostislawowitsch Kim

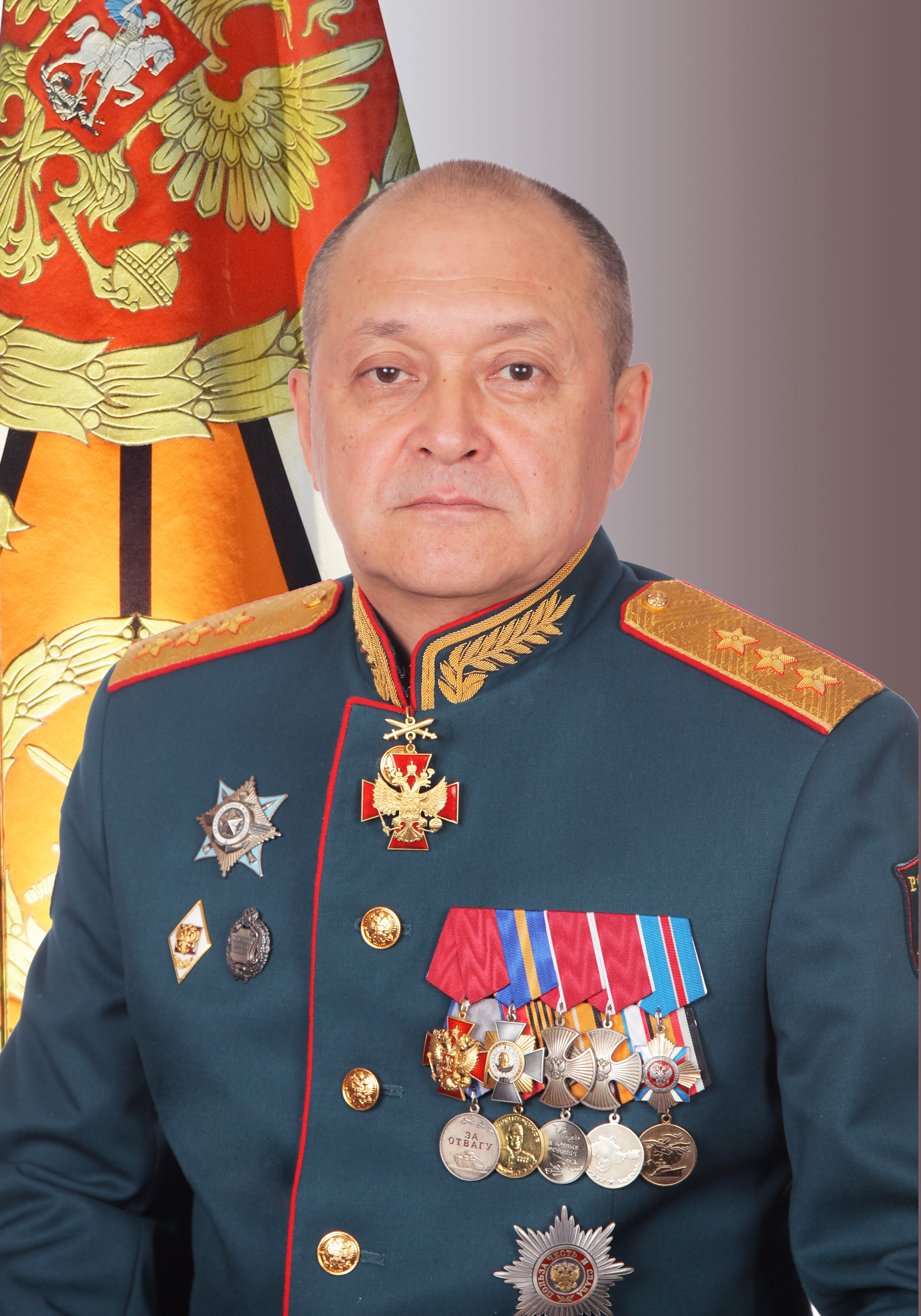
Alexei Kim

Alexei Rostislawowitsch Kim (russisch Алексей Ростиславович Ким; * 21. September 1958) ist ein russischer Generaloberst und stellvertretender Oberbefehlshaber des Heeres der Russischen Föderation.

## Biografie
Kim – aus einer sowjetisch-koreanischen Familie –  absolvierte 1979 die Moskauer höhere Allgemeine Militärakademie der Russischen Streitkräfte. Seit 1979 diente er bei den sowjetischen Streitkräften in Afghanistan. Er absolvierte dann die Allgemeine Militärakademie der Russischen Streitkräfte Frunse in Moskau.
Während des Tadschikischen Bürgerkriegs (1992–1997) diente er 1992/94 als stellvertretender Leiter der operativen Abteilung des Hauptquartiers der kombinierten Armee. Mit Beginn des Zweiten Tschetschenienkrieges diente er ab 1999 als Stabschef und erster stellvertretender Befehlshaber der westlichen Gruppe der Streitkräfte im Nordkaukasus, welche u. a. Grosny einnahm. Seit August 1999 war er als Oberst Chef der operativen Abteilung und stellvertretender Stabschef der 58. kombinierten Armee des nordkaukasischen Militärbezirks unter Generalmajor Gerassimow.
Er absolvierte 2003 die Militärakademie des Generalstabes der Streitkräfte der Russischen Föderation. Von 2008 bis Januar 2010 war er stellvertretender Leiter und dann Leiter einer Akademie der Streitkräfte der Russischen Föderation. Von Januar 2010 bis August 2014 war er Stellvertretender Leiter der Akademie für pädagogische und wissenschaftliche Arbeit. Von Februar bis Dezember 2017 war er Leiter des Zentrums der Kriegsparteien in Syrien.
Von August 2014 bis April 2019 diente er als stellvertretender Leiter der Militärakademie des Generalstabs. Ab April 2019 war er als Generalmajor  stellvertretender Oberbefehlshaber der Bodentruppen und seit September 2022 ist er Generalstabschef und Erster stellvertretender Oberbefehlshaber der Bodentruppen der Russischen Föderation. Durch Dekret des russischen Präsidenten vom Dezember 2020 wurde er zum Generalobersten.
Im Januar 2023 wurde er stellvertretender Chef des Generalstabs der Streitkräfte der Russischen Föderation und am 11. Januar 2023 wurde er zum stellvertretenden Kommandeur der russischen Streitkräfte in der Ukraine ernannt.

## Auszeichnungen (Auswahl)
- Zwei Tapferkeitsorden
- Verdienstorden für das Vaterland II und III Klasse
- Alexander-Newski-Orden
- Kutusoworden, 2020
- Orden „Für den Dienst am Vaterland in den Streitkräften der UdSSR“, 2. bis 4. Grad